# EMG1
EMG1‏ (EMG1, N1-specific pseudouridine methyltransferase) هوَ بروتين يُشَفر بواسطة جين EMG1 في الإنسان.

## الأهمية السريرية
ارتبطت طفرة D86G في البروتين بمتلازمة بوين كونرادي.